# Грибний
Грибни́й (рос. Грибной) — селище у складі Каргапольського району Курганської області, Росія. Входить до складу Бахаревської сільської ради.
Населення — 2 особи (2010, 2 у 2002).
Національний склад населення станом на 2002 рік: росіяни — 100 %.